# Кишлака (Арад)
Кишлака (рум. Chișlaca) насеље је у Румунији у округу Арад у општини Краива. Oпштина се налази на надморској висини од 130 m.

## Становништво
Према подацима из 2002. године у насељу је живело 733 становника.

### Попис2002.
| Расподела становништва по националности 2002.‍ | Расподела становништва по националности 2002.‍ | Расподела становништва по националности 2002.‍ | Расподела становништва по националности 2002.‍ | Расподела становништва по националности 2002.‍ |
| --------------------------------------------- | --------------------------------------------- | --------------------------------------------- | --------------------------------------------- | --------------------------------------------- |
|                                               |                                               |                                               |                                               |                                               |
| Румуни                                        | Румуни                                        |                                               | 621                                           | 84,8%                                         |
| Роми                                          | Роми                                          |                                               | 50                                            | 6,8%                                          |
| Украјинци                                     | Украјинци                                     |                                               | 61                                            | 8,3%                                          |